# 藤原俊志
藤原 俊志（ふじわら としゆき、男性、1974年9月19日 - ）は、日本の元アマチュアボクシング選手。京都府京都市伏見区出身。京都市立向島小学校、京都市立藤森中学校、南京都高等学校、日本大学卒業。

## 来歴
高校時代にボクシングを始め、大学時代はボクシング部副将を務めた。アマチュアボクシングの選手時代には以下の戦績を残した。
- 1992年 国体少年の部バンタム級3位
- 1994年 国体成年の部フェザー級3位
- 1995年 国体成年の部フェザー級3位
- 1996年 国体成年の部ライト級3位
- 1996年 第66回全日本選手権ライト級準優勝
- 1996年 アトランタオリンピック強化指定選手

卒業後、六島ボクシングジムのトレーナーに。
2006年7月、藤原が技術面を指導する名城信男がWBA世界スーパーフライ級王座を10RTKO勝利で獲得した。プロ8戦目での戴冠は当時国内最短タイ記録となり、藤原は第17回（2006年度）エディ・タウンゼント賞を受賞した。32歳での獲得は史上最年少記録。
1度防衛後の2007年、名城は王座を失ったが、2008年9月、同王座再獲得へと導いた。
また2009年3月には世界ランクから外れたばかりの金光佑治を低迷させることなく、日本ミニマム級王者へと指導した。
2010年には安田幹男を日本バンタム級王者に導いた。
2009年4月以降は総合格闘家前田吉朗に対しても「打撃」を指導。同年7月からはスカイ・A sports+でボクシング解説も務めている。
2011年限りで六島ジムを退所。直前には高校・大学の後輩でもある向井寛史を世界王座に挑戦させた。
2012年からはワールドスポーツジムのトレーナー。
2015年10月から週刊ビッグコミックスピリッツにて新連載の漫画「世界はボクのもの」若杉公徳において、ボクシング監修を担当
2015年11月13日 IBF女子世界ライトフライ級チャンピオン柴田直子を引き分けながら4度目の防衛に導いた。
2016年8月13日草加市文化会館で IBF女子世界ライトフライ級チャンピオン柴田直子を前回引き分けのマリアサリナスとの再戦を2-0の判定で下し5度目の防衛に導いた。
2018年3月3日竹迫司登をデビューから8連続KO勝利で、日本ミドル級王者へ導いた。
2020年現在、ワールドスポーツジムを辞めている
2020年11月、K-1 WORLD GP3階級制覇武尊とボクシングトレーナー契約発表
2021年1月から元DEEP2階級王者元谷友貴にボクシング指導。
2021年12月からは志成ボクシングジムトレーナー。
2022年10月からは元KNOCK OUT-BLACK女子アトム級王者。元KNOCK OUT-BLACK女子ミニマム級王者のぱんちゃん璃奈にボクシング指導。
2022年11月からは第3代RIZINバンタム級王者。初代THE OUTSIDER 55-60kg級王者の朝倉海にボクシング指導。
2022年11月からはKNOCK OUT-BLACKスーパーミドル級王者・WPMF世界スーパーミドル級王者の松倉信太郎にボクシング指導。
2023年2月からは初代RISEフライ級王者・初代RISEスーパーフライ級王者の田丸辰にボクシング指導。
2023年3月から日本大学スポーツ競技部ボクシング部統括コーチ就任。
2024年4月1日から日本大学競技スポーツセンターボクシング部監督就任。
2025年2月8日 比国セブ市のニュースター・リゾート＆カジノでカン・ジョンソン（韓）の持つＷＢＯグローバル・フェザー級王座に挑んだ日本Ｓ・バンタム級13位の大湾硫斗（志成）が９回２分59秒ＴＫＯ勝ちし、タイトル奪取に成功した。

## 戦績
- アマチュアボクシング：83戦68勝（57KO・RSC）15敗

## 育成チャンピオン
・第30代日本Sフライ級チャンピオン　名城信男
・元WBA世界Sフライ級チャンピオン　名城信男
・第22代日本ミニマム級チャンピオン　金光佑治
・第64代日本バンタム級チャンピオン　安田幹男
・第61代日本ミドル級チャンピオン　竹迫司登
・WBOグローバルフェザー級チャンピオン　大湾硫斗